# FDGB-Pokal 1958

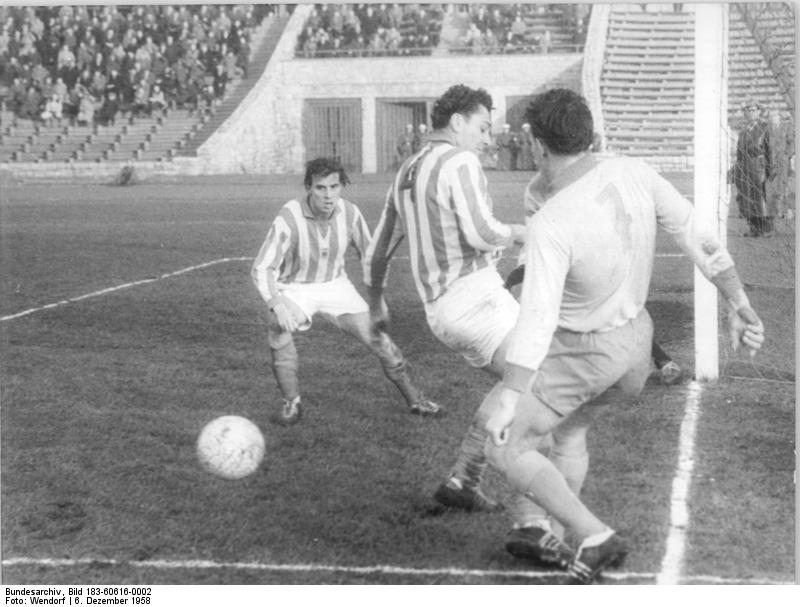
Szene aus dem Halbfinale: In den Flankenball von Assmy (Nr. 7) werfen sich Jochmann und Losert (beide Einheit).

Der FDGB-Fußballpokal 1958 war die achte Auflage dieses Wettbewerbes. Er startete Anfang März mit zwei Zwischenrunden, die nach territorialen Gesichtspunkten gelost wurden, an denen 116 Vertretungen aus den Wettbewerben im DDR-Bezirkspokal (Saison 1957), die beiden Absteiger aus der DDR-Liga und 26 Mannschaften der drittklassigen II. DDR-Liga der Vorsaison teilnahmen. Alle Pokalrunden wurden im K.-o.-System ausgetragen, deren Spiele bei Gleichstand nach der regulären Spielzeit durch Verlängerung und gegebenenfalls durch ein Wiederholungsspiel entschieden wurden.
Nach den zwei Zwischenrunden starteten Anfang April 64 Mannschaften in die 1. Hauptrunde, in die erstmals die 14 Oberligisten und die 14 Mannschaften der DDR-Liga eingriffen. 
Im Achtelfinale spielte mit dem TSC Oberschöneweide nur noch eine Mannschaft aus der II. DDR-Liga mit, die Bezirksligavertreter waren bereits sämtlich ausgeschieden. Von den 14 gestarteten Oberligisten waren mit Dynamo Berlin, Motor Zwickau, Rotation Leipzig, Turbine Erfurt, Chemie Halle und Rotation Babelsberg ebenfalls schon sechs Mannschaften ausgeschieden. In das Viertelfinale gelangten die drei Vertreter der I. DDR-Liga Dynamo Eisleben, Empor Wurzen und Lokomotive Weimar.
Mit einem 2:1-Sieg über den Oberligisten SC Wismut Karl-Marx-Stadt erreichte Lokomotive Weimar als einzige unterklassige Mannschaft das Halbfinale, musste dort aber beim Pokalverteidiger SC Lokomotive Leipzig mit 1:2 die Segel streichen. Durch einen 2:1-Sieg nach Verlängerung über den ASK Vorwärts Berlin erreichte Einheit Dresden zum ersten Mal das Pokalendspiel.

## 1. Zwischenrunde
Die Spiele fanden im März 1958 statt, wobei der 2. März Hauptspieltag war.
|                                      | Ergebnis  |                                   |
| ------------------------------------ | --------- | --------------------------------- |
| SG Dynamo Dresden                    | 7:0       | BSG Aufbau Großräschen            |
| BSG Motor Warnowwerft Warnemünde II  | 1:4       | SG Dynamo Schwerin                |
| BSG Lokomotive Fürstenberg           | 0:8       | TSC Oberschöneweide               |
| BSG Traktor Atzendorf                | 3:3 n. V. | BSG Stahl Thale                   |
| BSG Lokomotive Zittau                | 3:2       | ASK Vorwärts Cottbus              |
| BSG Einheit Güstrow                  | 4:3       | BSG Motor Wismar                  |
| BSG Lokomotive Waren-Rethwisch       | 2:1       | BSG Motor Warnowwerft Warnemünde  |
| SC Traktor Schwerin                  | 5:2       | BSG Motor Süd Brandenburg         |
| BSG Stahl Ferdinandshof              | 0:3       | BSG Einheit Greifswald            |
| BSG Einheit Rostock                  | 2:3 n. V. | BSG Fortschritt Neustadt-Glewe    |
| BSG Lokomotive Seddin                | 0:5       | BSG Chemie Greppin                |
| BSG Aktivist Gommern                 | 2:4       | BSG Motor Altenburg               |
| BSG Traktor Wesenberg                | 03:15     | SG Dynamo Hohenschönhausen        |
| BSG Empor Beeskow                    | 3:8       | BSG Motor Hennigsdorf             |
| BSG Aktivist Hötensleben             | 3:0       | BSG Motor Nordhausen-West         |
| BSG Motor Stadtilm                   | 5:4       | BSG Chemie Lauscha                |
| BSG Lokomotive Halberstadt           | 0:0 n. V. | BSG Chemie Leuna                  |
| BSG Motor Finsterwalde-Süd           | 0:2       | BSG Motor Dessau                  |
| BSG Motor Tambach-Dietharz           | 0:1       | BSG Motor Oberlind                |
| BSG Lokomotive Meiningen             | 2:0       | BSG Motor Eisenach                |
| BSG Motor Radeberg                   | 0:0 n. V. | BSG Motor West Karl-Marx-Stadt    |
| BSG Motor Lauchhammer-Ost            | 4:1       | BSG Fortschritt Hartha            |
| BSG Motor Brand-Langenau             | 1:2       | SC Stahl Riesa                    |
| BSG Aktivist Schwarze Pumpe          | 3:2       | BSG Chemie Riesa                  |
| BSG Motor Saalfeld                   | 1:5       | BSG Motor Sömmerda                |
| BSG Einheit Rudolstadt               | 1:2       | BSG Aktivist Böhlen               |
| BSG Wismut Wilkau-Haßlau             | 2:0       | BSG Rotation Südwest Leipzig      |
| BSG Traktor Uhlstädt                 | 1:7       | BSG Motor Steinach                |
| BSG Motor Wolgast                    | 4:0       | BSG Empor Neustrelitz             |
| BSG Lokomotive Altentreptow          | 0:2       | BSG Motor Rostock                 |
| BSG Lokomotive Greifswald            | 2:1       | BSG Lokomotive Prenzlau           |
| BSG Aufbau Ribnitz                   | 5:2       | BSG Empor Anklam                  |
| BSG Motor Wismar II                  | 7:2       | BSG Chemie Bützow                 |
| BSG Fortschritt Neustadt-Glewe II    | 5:2       | BSG Traktor Dorf Mecklenburg      |
| BSG Traktor Dalberg                  | 2:3       | BSG Einheit Osterburg             |
| BSG Traktor Wittenburg               | 1:9       | BSG Motor Rathenow                |
| BSG Traktor Eldena                   | 2:7       | BSG Einheit Burg                  |
| BSG Motor Süd Brandenburg II         | 1:5       | BSG Chemie Wittenberge            |
| BSG Aktivist Senftenberg             | 3:4       | BSG Empor Tabak Dresden           |
| BSG Fortschritt Neugersdorf          | 5:1       | BSG Chemie Döbern                 |
| BSG Fortschritt Hainitz              | 5:6       | BSG Aktivist Schipkau             |
| BSG Aktivist Gorden                  | 6:0       | BSG Motor Geringswalde            |
| BSG Aufbau Aue-Bernsbach             | 7:2       | BSG Aufbau Meißen                 |
| BSG Motor Mittweida                  | 6:1       | BSG Chemie Nünchritz              |
| SG Rötha                             | 4:2       | BSG Stahl Lugau                   |
| BSG Einheit Gersdorf                 | 2:0       | BSG Stahl Silbitz                 |
| BSG Traktor Teuchern                 | 1:0       | BSG Empor Werdau                  |
| BSG Motor Erfurt Nord                | 5:0       | BSG Motor Veilsdorf               |
| BSG Rotation Heiligenstadt           | 3:2       | BSG Aktivist Kali Werra Tiefenort |
| BSG Aktivist Kali Werra Tiefenort II | 4:1       | BSG Post Mühlhausen               |
| BSG Motor Neuhaus-Schierschnitz      | 3:1       | BSG Chemie Kahla                  |
| BSG Chemie Großbreitenbach           | 0:5       | BSG Motor Neustadt (Orla)         |
| BSG Motor Suhl                       | 9:0       | BSG Turbine Erfurt                |
| ASK Vorwärts Erfurt                  | 0:2       | BSG Stahl Maxhütte                |
| BSG Chemie Jena                      | 4:2       | SG Zwenkau                        |
| BSG Aktivist Wintersdorf             | 5:2       | BSG Empor Apolda                  |
| BSG Aufbau Leipzig Nord              | 2:5       | BSG Aktivist Hohenmölsen          |
| BSG Medizin Markkleeberg             | 1:2       | BSG Stahl WW Hettstedt            |
| BSG Stahl Thale II                   | 2:1 n. V. | BSG Aufbau Südwest Leipzig        |
| BSG Fortschritt West Leipzig         | 2:0       | BSG Aktivist Großkayna            |
| BSG Turbine Halle                    | 1:0       | BSG Traktor Delitzsch             |
| BSG Aktivist Holzweißig              | 2:1       | BSG Aktivist Staßfurt             |
| HSG Wissenschaft Gatersleben         | 2:5       | BSG Turbine Magdeburg             |
| BSG Lokomotive Kirchmöser            | 0:1 n. V. | SG Lichtenberg 47                 |
| BSG Lokomotive Lichtenberg           | 3:0       | SG Dynamo Frankfurt/Oder          |
| SG Union Fürstenwalde                | 1:1 n. V. | BSG Lokomotive Pankow             |
| SG Nordring                          | 1:1 n. V. | BSG Chemie Fürstenwalde           |
| TSC Oberschöneweide II               | 1:2 n. V. | BSG Motor Oderberg                |
| SG Adlershof                         | 2:1       | SG Velten                         |
| SG Finkenkrug                        | 2:7       | BSG Motor Köpenick                |
| BSG Lokomotive Eberswalde            | 1:4       | TSC Oberschöneweide/TRO           |
| SG Rot-Weiß Neuenhagen               | 1:5       | SG Eintracht Glindow              |

### Wiederholungsspiele
Die Wiederholungsspiele fanden am 5. März 1958 statt.
|                                | Ergebnis |                            |
| ------------------------------ | -------- | -------------------------- |
| BSG Stahl Thale                | 0:2      | BSG Traktor Atzendorf      |
| BSG Chemie Leuna               | 2:0      | BSG Lokomotive Halberstadt |
| BSG Motor West Karl-Marx-Stadt | 2:0      | BSG Motor Radeberg         |
| BSG Lokomotive Pankow          | 0:2      | SG Union Fürstenwalde      |
| BSG Chemie Fürstenwalde        | 2:0      | SG Nordring                |

## 2. Zwischenrunde
Die Spiele fanden am 23. März 1958 statt.
|                                      | Ergebnis  |                                   |
| ------------------------------------ | --------- | --------------------------------- |
| BSG Fortschritt Neustadt-Glewe       | 8:1       | BSG Lokomotive Waren-Rethwisch    |
| BSG Motor Altenburg                  | 4:3       | SG Dynamo Dresden                 |
| BSG Chemie Greppin                   | 0:1 n. V. | BSG Lokomotive Lichtenberg        |
| BSG Aktivist Böhlen                  | 2:2 n. V. | BSG Turbine Halle                 |
| BSG Einheit Greifswald               | 2:0       | BSG Einheit Güstrow               |
| BSG Motor Rostock                    | 0:2       | SC Traktor Schwerin               |
| SG Dynamo Schwerin                   | 6:1       | BSG Aufbau Ribnitz                |
| BSG Chemie Wittenberge               | 2:1       | BSG Motor Wismar II               |
| TSC Oberschöneweide                  | 7:1       | BSG Lokomotive Greifswald         |
| SG Dynamo Hohenschönhausen           | 4:1       | BSG Motor Wolgast                 |
| BSG Motor Oderberg                   | 3:5       | SG Adlershof                      |
| BSG Motor Rathenow                   | 5:0       | BSG Fortschritt Neustadt-Glewe II |
| BSG Einheit Burg                     | 3:0       | BSG Stahl Thale II                |
| BSG Einheit Osterburg                | 3:0       | TSC Oberschöneweide/TRO           |
| BSG Stahl WW Hettstedt               | 3:2       | BSG Aktivist Hötensleben          |
| BSG Motor Sömmerda                   | 6:1       | BSG Lokomotive Meiningen          |
| BSG Motor Steinach                   | 0:1       | BSG Motor Erfurt Nord             |
| BSG Motor Oberlind                   | 6:0       | BSG Rotation Heiligenstadt        |
| BSG Aktivist Kali Werra Tiefenort II | 3:4       | BSG Motor Stadtilm                |
| BSG Motor Neustadt (Orla)            | 10:20     | BSG Motor Suhl                    |
| BSG Stahl Maxhütte                   | 2:1       | BSG Motor Neuhaus-Schierschnitz   |
| BSG Aktivist Hohenmölsen             | (1)       | BSG Traktor Atzendorf             |
| BSG Turbine Magdeburg                | 3:0       | BSG Aktivist Holzweißig           |
| BSG Motor West Karl-Marx-Stadt       | 5:1       | BSG Motor Lauchhammer-Ost         |
| BSG Chemie Leuna                     | 6:0       | BSG Motor Mittweida               |
| BSG Motor Hennigsdorf                | 4:2       | BSG Chemie Fürstenwalde           |
| BSG Motor Dessau                     | 4:2       | BSG Fortschritt West Leipzig      |
| SC Stahl Riesa                       | 5:2       | BSG Wismut Wilkau-Haßlau          |
| BSG Empor Tabak Dresden              | 6:0       | BSG Aktivist Schwarze Pumpe       |
| BSG Aktivist Schipkau                | 5:0       | BSG Fortschritt Neugersdorf       |
| SG Eintracht Glindow                 | 0:4       | BSG Motor Köpenick                |
| SG Lichtenberg 47                    | 1:0       | SG Union Fürstenwalde             |
| SG Rötha                             | 1:3       | BSG Chemie Jena                   |
| BSG Einheit Gersdorf                 | 2:3       | BSG Traktor Teuchern              |
| BSG Aktivist Wintersdorf             | 1:6       | BSG Aufbau Aue-Bernsbach          |
| BSG Aktivist Gorden                  | 1:3       | BSG Lokomotive Zittau             |

### Wiederholungsspiel
Das Wiederholungsspiel fand am 26. März 1958 statt.
|                   | Ergebnis |                     |
| ----------------- | -------- | ------------------- |
| BSG Turbine Halle | 2:0      | BSG Aktivist Böhlen |

## 1. Hauptrunde
Die Spiele fanden vom 2. bis 10. April 1958 statt.
|                                | Ergebnis  |                                 |
| ------------------------------ | --------- | ------------------------------- |
| BSG Lokomotive Zittau          | 0:6       | SC Aktivist Brieske-Senftenberg |
| BSG Chemie Leuna               | 3:1       | SC Chemie Halle-Leuna           |
| BSG Motor Stadtilm             | 0:7       | SC Motor Jena                   |
| BSG Aktivist Hohenmölsen       | 1:1 n. V. | SC Lokomotive Leipzig           |
| BSG Turbine Magdeburg          | 1:1 n. V. | SC Wissenschaft Halle           |
| BSG Lokomotive Lichtenberg     | 1:2       | BSG Motor Hennigsdorf           |
| SG Dynamo Schwerin             | 1:7       | SC Empor Rostock                |
| BSG Turbine Halle              | 0:1       | BSG Motor Altenburg             |
| BSG Motor Oberlind             | 2:0       | SC Turbine Erfurt               |
| BSG Traktor Teuchern           | 2:1       | BSG Motor Zwickau               |
| BSG Motor Dessau               | 3:1       | SC Rotation Leipzig             |
| BSG Fortschritt Neustadt-Glewe | 3:1 n. V. | SC Aufbau Magdeburg             |
| BSG Chemie Wittenberge         | 0:5       | BSG Chemie Wolfen               |
| SG Lichtenberg 47              | 2:1       | BSG Stahl Stalinstadt           |
| BSG Empor Tabak Dresden        | 4:5       | BSG Empor Wurzen                |
| BSG Aktivist Schipkau          | 1:3       | BSG Motor Bautzen               |
| BSG Chemie Jena                | 2:3 n. V. | BSG Fortschritt Meerane         |
| BSG Einheit Greifswald         | 3:4       | ASK Vorwärts Berlin             |
| BSG Stahl Maxhütte             | 1:3       | SC Fortschritt Weißenfels       |
| BSG Motor Nord Erfurt          | 1:0       | BSG Chemie Zeitz                |
| BSG Motor West Karl-Marx-Stadt | 2:3       | BSG Wismut Gera                 |
| BSG Stahl WW Hettstedt         | 2:4       | BSG Lokomotive Weimar           |
| BSG Motor Sömmerda             | 4:1       | BSG Chemie Glauchau             |
| BSG Einheit Burg               | 1:2       | SG Dynamo Eisleben              |
| SC Traktor Schwerin            | 1:1 n. V. | BSG Lokomotive Stendal          |
| BSG Motor Neustadt (Orla)      | 1:1 n. V. | SC Motor Karl Marx-Stadt        |
| BSG Einheit Osterburg          | 3:4       | TSC Oberschöneweide             |
| BSG Motor Rathenow             | 2:0       | SG Dynamo Hohenschönhausen      |
| SG Adlershof                   | 4:2       | BSG Rotation Babelsberg         |
| BSG Motor Köpenick             | 2:4       | SC Dynamo Berlin                |
| SC Stahl Riesa                 | 1:5       | SC Wismut Karl-Marx-Stadt       |
| BSG Aufbau Aue-Bernsbach       | 1:3       | SC Einheit Dresden              |

### Wiederholungsspiele
Die Wiederholungsspiele fanden am 9. April 1958 statt.
|                          | Ergebnis |                           |
| ------------------------ | -------- | ------------------------- |
| SC Lokomotive Leipzig    | 8:1      | BSG Aktivist Hohenmölsen  |
| SC Wissenschaft Halle    | 2:1      | BSG Turbine Magdeburg     |
| BSG Lokomotive Stendal   | 3:0      | SC Traktor Schwerin       |
| SC Motor Karl-Marx-Stadt | 4:2      | BSG Motor Neustadt (Orla) |

## 2. Hauptrunde
Die Spiele fanden vom 4. Juni bis 10. Juli 1958 statt.
|                                 | Ergebnis |                                |
| ------------------------------- | -------- | ------------------------------ |
| SG Dynamo Eisleben              | 2:0      | BSG Motor Rathenow             |
| SC Empor Rostock                | 2:1      | BSG Fortschritt Neustadt-Glewe |
| BSG Fortschritt Meerane         | 2:0      | BSG Motor Oberlind             |
| SC Wismut Karl-Marx-Stadt       | 2:0      | BSG Chemie Leuna               |
| SC Motor Jena                   | 6:0      | SC Motor Karl-Marx-Stadt       |
| SC Fortschritt Weißenfels       | 5:2      | BSG Motor Sömmerda             |
| BSG Motor Altenburg             | 0:3      | SC Einheit Dresden             |
| SC Wissenschaft Halle           | 2:1      | SG Lichtenberg 47              |
| BSG Wismut Gera                 | 5:1      | BSG Motor Nord Erfurt          |
| BSG Empor Wurzen                | 3:0      | SG Adlershof                   |
| SC Aktivist Brieske-Senftenberg | 1:0      | BSG Motor Hennigsdorf          |
| TSC Oberschöneweide             | 5:2      | BSG Motor Dessau               |
| BSG Motor Bautzen               | 0:1      | SC Lokomotive Leipzig          |
| ASK Vorwärts Berlin             | 10:10    | BSG Lokomotive Stendal         |
| BSG Lokomotive Weimar           | 5:2      | BSG Traktor Teuchern           |
| BSG Chemie Wolfen               | 4:0      | SC Dynamo Berlin               |

## Achtelfinale
Die Spiele fanden vom 3. August bis 19. November 1958 statt.
|                           | Ergebnis  |                                 |
| ------------------------- | --------- | ------------------------------- |
| BSG Empor Wurzen          | 4:2 n. V. | SC Chemie Halle II (2)          |
| SC Lokomotive Leipzig     | 2:1       | BSG Wismut Gera                 |
| BSG Lokomotive Weimar     | 3:0       | TSC Oberschöneweide Berlin      |
| SG Dynamo Eisleben        | 4:1       | SC Aktivist Brieske-Senftenberg |
| SC Wismut Karl-Marx-Stadt | 4:1       | SC Motor Jena                   |
| SC Fortschritt Weißenfels | 0:1       | SC Empor Rostock                |
| SC Einheit Dresden        | 2:1       | BSG Fortschritt Meerane         |
| BSG Chemie Wolfen         | 1:2       | ASK Vorwärts Berlin             |

## Viertelfinale
Die Spiele fanden am 30. November 1958 statt.
|                       | Ergebnis |                           |
| --------------------- | -------- | ------------------------- |
| SC Empor Rostock      | 0:1      | SC Lokomotive Leipzig     |
| ASK Vorwärts Berlin   | 1:0      | SG Dynamo Eisleben        |
| SC Einheit Dresden    | 5:0      | BSG Empor Wurzen          |
| BSG Lokomotive Weimar | 2:1      | SC Wismut Karl-Marx-Stadt |

## Halbfinale
Die Spiele fanden am 6./7. Dezember 1958 statt.
|                       | Ergebnis |                       |
| --------------------- | -------- | --------------------- |
| ASK Vorwärts Berlin   | 1:3      | SC Einheit Dresden    |
| SC Lokomotive Leipzig | 2:1      | BSG Lokomotive Weimar |

## Finale

### Statistik
| Paarung               | SC Einheit Dresden – SC Lokomotive Leipzig |
| Ergebnis              | 2:1 n. V. (1:1, 0:0) |
| Datum                 | Sonntag, 14. Dezember 1958 um 13.30 Uhr |
| Stadion               | Max-Reimann-Stadion, Cottbus |
| Zuschauer             | 15.000 |
| Schiedsrichter        | Werner Bergmann (Hildburghausen) |
| Tore                  | 0:1 Dieter Scherbarth (60.) 1:1 Wolfgang Pfeifer (68.) 2:1 Siegfried Söllner (113., Eigentor) |
| SC Einheit Dresden    | Wolfgang Großstück – Christoph Albig, Gerd Losert, Werner Jochmann – Wolfgang Pfeifer, Manfred Hansen – Lothar Müller, Horst Walter, Felix Vogel, Gottfried Matthes, Eberhard Petersohn (108. Bodo Knappe) Cheftrainer: Hans Siegert      |
| SC Lokomotive Leipzig | Dieter Sommer – Klaus Fraundorf, Karl-Heinz Brandt, Hans-Dieter Busch – Gerhard Polland, Siegfried Söllner – Werner Gase (112. Günter Konzack), Dieter Fischer, Dieter Scherbarth, Rainer Baumann, Günter Behne Cheftrainer: Alfred Kunze |

### Spielverlauf
Im achten FDGB-Pokalfinale gab es keinen echten Favoriten, es spielte der Oberligafünfte (Dresden) gegen den Neunten (Leipzig). Anfangs hatten die Leipziger deutliche Vorteile, da es ihnen gelang, die Vorherrschaft im Mittelfeld zu erlangen. Dadurch kamen ihre Stürmer immer wieder zu guten Torchancen, allein Scherbarth hatte dreimal die Möglichkeit zum Führungstor. Das Dresdner Spiel war zunächst zu umständlich angelegt, durch zahlreiche Fehlpässe konnten die Dresdner Stürmer nicht zum Zuge kommen. In der 60. Minute gelang es Scherbarth dann endlich, die Überlegenheit seiner Mannschaft in Erfolg umzumünzen. Nachdem Leipzigs Linksaußen Behne seinen Gegenspieler Albig überlaufen hatte, erreichte sein Pass den Leipziger Mittelstürmer, der zum 1:0 vollendete. Danach stellte Dresdens Trainer Siegert seine Mannschaft um, nahm seinen Halbstürmer Walter ins Mittelfeld zurück und beorderte Pfeifer in den Angriff. Ein Glücksgriff, denn acht Minuten später erzielte Pfeifer nach einem Freistoß per Kopf den Ausgleich. Allmählich eroberten sich die Dresdner mehr Spielanteile, weil sie nun druckvoller operierten und die Leipziger kräftemäßig nachließen. Bis zur 90. Minute gelang jedoch keiner Mannschaft mehr ein Tor, sodass es in die Verlängerung ging. Dresden blieb die tonangebende Mannschaft und hatte durch Matthes und Walter in der letzten Viertelstunde gute Torchancen. Ihr Siegtreffer in der 113. Minute war dann jedoch mehr als glücklich. Ausgangspunkt war der kurz zuvor eingewechselte Knappe, dessen scharfe Eingabe Matthes in Richtung Tor verlängerte. Der Leipziger Söllner versuchte, den Ball aufzuhalten, doch dieser prallte von seinem Bein unhaltbar in das Leipziger Tor.